# 长尾真剑水蚤
长尾真剑水蚤（学名：Eucyclops macrurus）为剑水蚤科真剑水蚤属的动物。分布于亚洲部分地区、全欧洲、非洲北部以及中国大陆的云南、新疆等地，常栖息于湖泊与池塘及河流沿岸带的水草丛中。